# متحف مدينة سكوبي
متحف مدينة سكوبي ((بالمقدونية: Музеј на Град Скопје)‏) ((بالألبانية: Muzeu i Shkupit)‏) هي مؤسسة ثقافية تقع في سكوبي، مقدونيا. تأسست عام 1949، وتقع في محطة سكة حديد سابقة دمرت جزئيًا في زلزال عام 1963. المتحف هو موطن للمعارض الدائمة التي تمثل تاريخ سكوبي، من أول مستوطنات مسجلة حوالي 3000 قبل الميلاد حتى الوقت الحاضر.

## روابط خارجية
- الموقع الرسمي

1. ↑  GeoNames (بالإنجليزية), 2005, QID:Q830106